# ダリオ・アルジェント
ダリオ・アルジェント（Dario Argento、1940年9月7日 - ）は、イタリアの映画監督、映画プロデューサー、脚本家である。数々のホラー映画を手掛けていることで知られる。

## 経歴
1940年9月7日、ローマに生まれる。映画プロデューサーの父親と写真家の母親を両親に持つ。新聞『パエーゼ・セーラ』で映画批評を担当した。また、20代前半の頃にはマルコ・ヴィカリオがプロデュースするペーパーバック怪奇小説の叢書「l capolavori delle serie KKK, classici dell'orrore」の編集部にも在籍していた。その後は映画脚本家として活躍し、1968年の映画『ウエスタン』では、セルジオ・レオーネとベルナルド・ベルトルッチとともに原案を執筆した。
1970年、『歓びの毒牙』で映画監督デビューを果たす。同作は1971年の『わたしは目撃者』と『4匹の蝿』とともに「動物3部作」を成している。1975年に『サスペリアPART2』、1977年に『サスペリア』を監督した。その後、『インフェルノ』（1980年）、『シャドー』（1982年）、『フェノミナ』（1985年）、『オペラ座/血の喝采』（1987年）などを監督している。

## フィルモグラフィー

### 映画
- ギャングスター Comandamenti per un gangster（1968年） - 脚本
- 野獣暁に死す Oggi a me... domani a te（1968年） - 脚本
- 地獄の戦場コマンドス Commandos（1968年） - 脚本
- ウエスタン C'era una volta il West（1968年） - 原案
- 激戦地 La legione dei dannati（1969年） - 脚本
- ゼロ/奪還!最高軍事機密 Probabilità zero（1969年） - 脚本・原作
- 傷だらけの用心棒 Une corde, un Colt...（1969年） - 脚本
- 五人の軍隊 Un esercito di 5 uomini（1969年） - 脚本
- 歓びの毒牙 L'uccello dalle piume di cristallo（1970年） - 監督・脚本
- わたしは目撃者 Il gatto a nove code（1971年） - 監督・脚本・原案
- 4匹の蝿 4 mosche di velluto grigio（1971年） - 監督・脚本
- ビッグ・ファイブ・デイ Le cinque giornate（1973年） - 監督・脚本
- サスペリアPART2 Profondo Rosso（1975年） - 監督・脚本
- サスペリア Suspiria（1977年） - 監督・脚本・音楽
- ゾンビ Dawn of the Dead（1978年） - 製作・音楽
- インフェルノ Inferno（1980年） - 監督・脚本
- シャドー Tenebre（1982年） - 監督・脚本
- アルジェント・ザ・ナイトメア/鮮血のイリュージョン Il mondo dell'orrore di Dario Argento（1985年） - 出演
- フェノミナ Phenomena（1985年） - 監督・脚本
- デモンズ Dèmoni（1985年） - 脚本・製作
- デモンズ2 Dèmoni 2: L'incubo ritorna（1986年） - 脚本・製作
- オペラ座/血の喝采 Opera（1987年） - 監督・脚本・製作
- デモンズ3 La chiesa（1989年） - 脚本・製作
- デモンズ4 La setta（1990年） - 脚本・製作
- マスターズ・オブ・ホラー/悪夢の狂宴 Due occhi diabolici（1990年） - 「黒猫」監督・脚本・製作総指揮
- ダリオ・アルジェント ビザール・オペラ/新・鮮血のイリュージョン Dario Argento: Master of Horror（1991年） - 出演
- イノセント・ブラッド Innocent Blood（1992年） - 出演
- トラウマ/鮮血の叫び Trauma（1993年） - 監督・脚本・原案・製作
- スタンダール・シンドローム La sindrome di Stendhal（1996年） - 監督・脚本・原案・製作
- 肉の鑞人形 M.D.C. - Maschera di cera（1997年） - 原案・製作
- ダリオ・アルジェント 鮮血のイリュージョンPART3 Il mondo di Dario Argento 3: Il museo degli orrori di Dario Argento（1997年） - 出演
- オペラ座の怪人 Il fantasma dell'opera（1998年） - 監督・脚本
- スカーレット・ディーバ Scarlet Diva（2000年） - 製作
- スリープレス Non ho sonno（2001年） - 監督・脚本
- デス・サイト Il cartaio（2004年） - 監督・脚本
- サスペリア・テルザ 最後の魔女 La terza madre（2007年） - 監督・脚本
- ジャーロ Giallo（2009年） - 監督・脚本
- ダリオ・アルジェントのドラキュラ Dracula 3D（2012年） - 監督・脚本
- フリードキン・アンカット Friedkin Uncut（2018年） - 出演
- VORTEX ヴォルテックス（2021年） - 出演
- ダークグラス Occhiali neri（2022年） - 監督・脚本・製作

### テレビ映画
- ダリオ・アルジェント 鮮血の魔術師 Dario Argento: An Eye for Horror（2000年） - 出演
- DO YOU LIKE HITCHCOOK? ドゥー・ユー・ライク・ヒッチコック? Ti piace Hitchcock?（2005年） - 監督

### テレビドラマ
- マスターズ・オブ・ホラー Masters of Horror（2005年 - 2006年） - 「愛しのジェニファー」「愛と欲望の毛皮」監督

## 受賞
- 1999年 - シッチェス・カタロニア国際映画祭 - 名誉賞[19]
- 2019年 - ダヴィッド・ディ・ドナテッロ賞 - ダヴィッド特別賞[20][21]

## 関連文献
- 矢澤利弘『ダリオ・アルジェント 恐怖の幾何学』ABC出版、2007年。ISBN 978-4-900387-98-0。
- Gibron, Bill (2006年10月25日). “Depth of Field: Dario Argento's Diabolical Duality”. PopMatters. 2018年10月28日閲覧。
- Allmer, Patricia; Huxley, David; Brick, Emily (2012). European Nightmares: Horror Cinema in Europe Since the 1945. Columbia University Press. ISBN 978-0-231-85008-7
- Bondanella, Peter (2009). A History of Italian Cinema. A&C Black. ISBN 978-1-441-16069-0
- Cooper, L. Andrew (2012). Dario Argento. University of Illinois Press. ISBN 978-0-252-09438-5
- Curti, Roberto (2017). “1977: Suspiria”. Italian Gothic Horror Films, 1970-1979. McFarland. ISBN 978-1-476-66469-9
- McDonagh, Maitland (2010). Broken Mirrors, Broken Minds: The Dark Dreams of Dario Argento. University of Minnesota Press. ISBN 978-1-452-91537-1
- Muir, John Kenneth (2007). Horror Films of the 1970s. II. McFarland. ISBN 978-0-786-43104-5
- Solomon, Aubrey (1989). Twentieth Century Fox: A Corporate and Financial History (The Scarecrow Filmmakers Series). Lanham, Maryland: Scarecrow Press. p. 233. ISBN 978-0-8108-4244-1